# الرويضة (قطر)
الرويضة هي بلدة أثرية تقع في شمال دولة قطر، وتُعد من أكبر المواقع الأثرية في المنطقة، حيث تمتد على طول 2.5 كيلومتر على الساحل الشمالي الغربي للبلاد.
كانت الرويضة مأهولة بالسكان من القرن السادس عشر وحتى القرن الثامن عشر تقريبًا، وتضم مستوطنة تحتوي على قلعة كبيرة، ومسجد، وحوض لإصلاح السفن، ومستودعات.

في عام 2013، اكتشف علماء يعملون تحت إشراف متاحف قطر قطعة عظمية منحوتة على شكل المها، يبلغ طولها حوالي 5 سم. تحتوي هذه القطعة على رباط في الجزء الخلفي، مما يشير إلى استخدامها كدبوس للزينة أو كقطعة أثاث. يُقدّر أن هذا النحت تم قبل حوالي 300 عام. يُذكر أن حيوان المها يُعتبر اليوم من الأنواع المحمية في قطر. 
الرويضة هي بلدة صغيرة أثرية تقع في شمال دولة قطر، والتي تعتبر أحد أكبر المواقع الأثرية التي تمتد على طول 2.5 كيلومتر على طول شاطئ خليج ضحل.